# Heart of Stone (film)
Heart of Stone is een Amerikaanse actiefilm uit 2023, geregisseerd door Tom Harper.

## Verhaal
Internationale inlichtingenagent Rachel Stone moet op een gevaarlijke missie gaan om het mysterieuze kunstmatige intelligentiesysteem, bekend als "The Heart", te beschermen. Stone krijgt de opdracht van de vredesoperatie die bekend staat als Charter om te voorkomen dat het object in handen valt van de vijand.

## Rolverdeling
| Acteur                | Personage                     |
| --------------------- | ----------------------------- |
| Gal Gadot             | Rachel Stone / Nine of Hearts |
| Jamie Dornan          | Parker                        |
| Alia Bhatt            | Keya Dhawan                   |
| Sophie Okonedo        | Nomad                         |
| Matthias Schweighöfer | Jack of Hearts                |
| Paul Ready            | Bailey                        |
| Jing Lusi             | Yang                          |
| B.D. Wong             | King of Clubs                 |
| Archie Madekwe        | Ivo                           |
| Enzo Cilenti          | Mulvaney                      |
| Jon Kortajarena       | The Blond                     |
| Glenn Close           | King of Diamonds              |
| Mark Ivanir           | King of Spades                |

## Productie
In december 2020 werd het project aangekondigd, met in de hoofdrol Gal Gadot als de vrouwelijke hoofdrolspeler, wat naar verluidt het begin is van een franchise vergelijkbaar met Mission: Impossible. In januari 2021 werd de film officieel aangekondigd door Netflix. Tom Harper zal de film regisseren. Een jaar later werd Jamie Dornan gecast in de mannelijke hoofdrol. Andere acteurs, waaronder Sophie Okonedo, Matthias Schweighöfer en Jing Lusi werden in maart 2022 gecast. Alia Bhatt maakt hier haar filmdebuut in een Amerikaanse productie.
De opnames begonnen op 26 januari 2022 in Zuid-Tirol bij Schnals. De opnames vonden ook plaats in Londen, Reykjavik en Lissabon. Het filmen werd afgerond op 28 juli 2022.

## Release
De film werd op 11 augustus 2023 uitgebracht door Netflix. Binnen de eerste twee dagen stond de film op nummer één op de Engelstalige Netflix-lijst met 33,1 miljoen views.

## Ontvangst
Op Rotten Tomatoes heeft Heart of Stone een waarde van 28% en een gemiddelde score van 4,80/10, gebaseerd op 119 recensies. Op Metacritic heeft de film een gemiddelde score van 44/100, gebaseerd op 36 recensies.